# Interrogation
Interrogation è una serie televisiva statunitense, pubblicata sul servizio internet CBS All Access dal 6 febbraio 2020. In Italia ha debuttato il 19 ottobre dello stesso anno sul canale Premium Crime.
Il 4 novembre 2020 la serie è stata cancellata dal servizio di streaming dopo la trasmissione di una sola stagione.